# بندیکت یکم

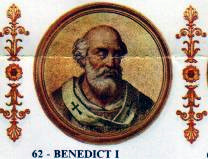

پاپ بندیکت یکم (به انگلیسی: Pope Benedict I) یکی از پاپ‌های کلیسای کاتولیک رم بود که در ایتالیا به دنیا آمد و بین سال‌های ۵۷۵ تا ۵۷۹ میلادی پاپ بود.